# 駒城鎮一
駒城 鎮一（こうじょう しんいち、1935年7月15日 - 2017年7月6日）は、日本の法学者（法哲学）。富山大学名誉教授。位階は従四位。

## 人物・来歴
富山県高岡市出身。同志社大学卒業。1968年大阪大学大学院法学研究科博士課程満期退学。富山大学教養部教授を務め、2001年定年退官、名誉教授。没後従四位瑞宝中綬章受勲。

## 著書
- 『理論法学の方法』世界思想社, 1978
- 『法的現象論序説』世界思想社, 1985
- 『ポスト・モダンと法文化 人工楽園の秩序』ミネルヴァ書房, 1990
- 『普遍記号学と法哲学』ミネルヴァ書房, 1993
- 『社会システムと法の理論 ポスト・モダンとロマン主義』世界思想社, 1996
- 『探偵・推理小説と法文化』世界思想社, 2009

### 共著
- 『権利のための法学入門』深田三徳共著. ミネルヴァ書房, 1980

### 翻訳
- B.グラント『インドネシア現代史 (現代政治シリーズ) 世界思想社, 1968
- ポール・ラムゼイ『現代的実存と倫理』武邦保共訳. 世界思想社, 1970